# Yukari Saitō
Pour les articles homonymes, voir Saitō.
Ne doit pas être confondu avec Yukari Satō ou Yukari Saito.
Yukari Saitō, née le 29 juillet 1967 à Yokohama (Japon), est une danseuse de ballet japonaise, directrice du Ballet de Tokyo (en).

## Biographie
Yukari Saitō a reçu ses premières leçon de danse de sa mère, elle-même danseuse professionnelle. À partir de ses seize ans, elle voyage régulièrement à Moscou, alors en URSS, puis étudie à l’Académie de chorégraphie de Moscou. Première de sa promotion, elle en sort diplômée comme professeure et maîtresse de ballet. Elle devient ensuite l’assistante du chorégraphe Pierre Lacotte lorsqu’il monte une production de La Sylphide au théâtre académique musical de Moscou.
Après plusieurs expériences tant au Japon qu’à l’étranger, Yukari Saitō a rejoint le Ballet de Tokyo (en), avant d’en devenir danseuse principale en 1987,, puis directrice en 2015. Elle a notamment travaillé avec Vladimir Vassiliev.

## Distinctions
- Médaille au ruban pourpre (2012)[3]